# Алкорн Стејт Јуниверсити (Мисисипи)
Алкорн Стејт Јуниверсити (енгл. Alcorn State University) насељено је место без административног статуса у америчкој савезној држави Мисисипи.

## Демографија
По попису из 2010. године број становника је 1.017.
| Група             | 2000.    | 2010.       |
| Белци             | 0 (0,0%) | 15 (1,5%)   |
| Афроамериканци    | 0 (0,0%) | 962 (94,6%) |
| Азијати           | 0 (0,0%) | 12 (1,2%)   |
| Хиспаноамериканци | 0 (0,0%) | 19 (1,9%)   |
| Укупно            | 0        | 1.017       |